# کوزه هیروچیکا
کوزه هیروچیکا (به ژاپنی: 久世 広周 Kuze Hirochika)؛ ۱۸۱۹ – ۲۸ ژوئیه ۱۸۶۴) روجوی شوگون‌سالاری توکوگاوا در دوره ادو و سیاست‌مدار اهل ژاپن بود.